# Onthophagus granulum
Onthophagus granulum là một loài bọ cánh cứng trong họ Bọ hung (Scarabaeidae).